# Hypnelus
Hypnelus é um género de ave piciforme da família Bucconidae, que compreende duas espécies de rapazinhos.
Este género contém as seguintes espécies:
- Rapazinho-de-papo-ruivo, Hypnelus ruficollis
- Rapazinho-de-colar-duplo, Hypnelus bicinctus